# 조원엄
조원엄(趙元儼, 986년 ~ 1044년)은 중국 송나라의 황족으로, 송 태종 조광의의 여덟 번째 아들이자, 송 진종 조덕창의 동생이며, 송 인종 조정의 숙부이다. 덕비 왕씨 소생이다.
드라마 포청천에서는 팔현왕, 팔황숙, 팔왕숙, 팔왕야라는 이름으로 잘 알려져 있다. 주왕(周王)에 봉해졌고, 시호는 공숙(恭肅)이다. 그래서 주공숙왕(周恭肅王)으로 불린다.